# Edward Klisiewicz
Edward Kazimierz Klisiewicz (ur. 26 czerwca 1946 we wsi Rylowa, zm. 13 lutego 2005) – językoznawca, profesor w Wyższej Szkole Pedagogicznej w Krakowie.

## Życiorys
Ur. 26 czerwca 1946 roku we wsi Rylowa koło Szczurowej w powiecie brzeskim. W 1965 roku po ukończył liceum pedagogiczne w Tarnowie. Rozpoczął studia na krakowskiej Wyższej Szkole Pedagogicznej, z którą związał się do końca swego życia. W 1970 r. obronił pracę magisterską Nazwy stopni wojskowych w ujęciu diachronicznym i synchronicznym, a w 1977 r., już jako asystent w Zakładzie Języka Polskiego Instytutu Filologii Polskiej WSP, rozprawę doktorską Nazwiska mieszkańców parafii Rudawa k. Krakowa w rozwoju historycznym (na podstawie ksiąg metrykalnych 1518–1897). Promotorem obu prac był doc. dr hab. Jan Zaleski.
Po śmierci swego promotora dokończył jego pracę Nazwy miejscowe Tarnopolszczyzny. Słownik nazw (1987), a koncepcję mieszanego osadnictwa na pograniczu polsko-ruskim rozwinął w rozprawie habilitacyjnej Nazwy miejscowe Tarnopolszczyzny. Motywacja — geneza — struktura (Kraków 2001). Zanalizował w niej nazwy miejscowe z obszaru byłego województwa tarnopolskiego.  W 2003 roku został powołany na stanowisko profesora nadzwyczajnego macierzystej uczelni, która wtedy przyjęła nazwę Akademii Pedagogicznej im. Komisji Edukacji Narodowej (obecnie Uniwersytetu Pedagogicznego) w Krakowie.  Równocześnie prowadził wykłady w Kolegium Nauczycielskim Języka Polskiego w Tarnowie i w Krakowskiej Szkole Wyższej im. Andrzeja Frycza Modrzewskiego. Przewodniczył kilkakrotnie regionalnej olimpiadzie polonistycznej. Od 1980 r. był nieprzerwanie członkiem Solidarności, a w stanie wojennym organizował nielegalne spotkania samokształceniowe w parafii przy ulicy Saskiej w Krakowie-Płaszowie.
Zmarł nagle 13 lutego 2005 r. Pochowany na Cmentarzu Podgórskim w Krakowie.